# Pétroglyphes da Borna
Les pétroglyphes da Borna sont un ensemble de gravures rupestres datant de l'âge du bronze (environ 3 000 ans) situés sur le territoire de la commune de Moaña dans la communauté autonome de Galice en Espagne,.
Ils ont été classés Bien d'intérêt culturel en 2011 (GA36029005).

## Situation
Ils sont situés à une altitude d'environ 230 m, sur le flanc du Monte da Borna, qui tombe sur la plage du même nom. Elles sont orientées vers le sud-ouest, vers l'embouchure de l'estuaire de Vigo et la crique de Moaña. Il y a une route d'accès pour y accéder, bien qu'elle soit recouverte de mauvaises herbes. La montagne est d'usage communal et son utilisation est forestière. Son état de conservation est correct, la dalle ayant été touchée par des incendies de forêt.

## Historique
Les pétroglyphes da Borna sont sur un groupe de dalles mesurant 12 × 25 m réparties en deux panneaux contigus. Le premier (plus haut et à l'ouest), comprend près de 50 motifs orientés de manière similaire en forme de croix ou de figures anthropomorphes. Le second (vers l'est) contient des croix et des motifs en forme de U inversé. À l'intérieur de certains de ces motifs, il y a des croix, et dans l'un d'eux un petit bol. Cela a été interprété comme un possible navire.
L'endroit est connu sous le nom de Pegada de San Pedro. Selon la tradition orale, les gravures sur la dalle sont les empreintes des fers du cheval de Saint Pierre, qui sauta d'ici à l'autre côté de la ría de Vigo lorsque le diable déguisé en serpent lui apparut.